# Xerochlamys bojeriana
Xerochlamys bojeriana är en tvåhjärtbladig växtart som först beskrevs av Henri Ernest Baillon, och fick sitt nu gällande namn av F.Gérard. Xerochlamys bojeriana ingår i släktet Xerochlamys och familjen Sarcolaenaceae. Inga underarter finns listade i Catalogue of Life.